# Giustina Mistrello Destro
Giustina Mistrello, vedova Destro (Padova, 9 giugno 1945), è una politica italiana, sindaco di Padova dal 1999 al 2004 (prima donna a ricoprire tale ruolo) e deputata nella XV e XVI legislatura.

## Biografia
Nata e cresciuta a Padova, penultima di otto sorelle, nella città del Santo consegue il diploma di liceo linguistico. Dopo la maturità entra nell'azienda paterna dedita all'editoria e comincia a prendere contatto con le responsabilità manageriali.
È stata sposata con l'industriale Nereo Destro, fino al decesso del marito avvenuto nel dicembre del 2017. Nel 1977, quando lei ha 32 anni,  il marito, non contento dell'andamento di una sua industria di cavi elettrici, le affida la guida. 
Nel 1982 entrò nella Confindustria,  e nel 1996 fu nominata presidente del Premio Campiello, prima donna a raggiungere quella carica.

## Carriera politica
È considerata politicamente vicino alle idee dell'ex Ministro Claudio Scajola e dell'ex Ministro Giuseppe Pisanu nonché all'ex Presidente del Veneto Giancarlo Galan.
Nel 1999 diventò sindaco di Padova e ricoprì questa carica sino al 2004 quando venne battuta dall'ex sindaco Flavio Zanonato. È rimasta comunque in politica, sempre nelle file di Forza Italia ed è stata eletta, nella Circoscrizione VII (Veneto 1), alla Camera dei deputati.
Il 14 ottobre 2011 dichiara apertamente che non parteciperà al voto di fiducia al Governo.
L'8 novembre 2011, è uno dei deputati della maggioranza che non vota il Rendiconto Generale dello Stato 2010 portando alla crisi del Governo Berlusconi IV e le rispettive dimissioni del premier.
Il 12 novembre 2011 la Destro lascia ufficialmente il gruppo alla Camera del PdL. Lo stesso giorno fonda insieme a due deputati ex PdL Roberto Antonione e Fabio Gava (dimessosi dal PdL lo stesso giorno), al deputato del Gruppo misto, non iscritto ad alcuna componente e anche lui ex PdL Giancarlo Pittelli e all'ex capogruppo di Popolo e Territorio Luciano Mario Sardelli una nuova componente nel Gruppo misto denominata "Liberali per l'Italia-PLI" .
Nel 2012 alla componente si aggiungono altri 5 deputati ex PdL della componente Italia Libera usciti in dissenso dal gruppo rispetto alla linea di ostilità verso il Governo tecnico e il premier Monti tra cui Gaetano Pecorella, Isabella Bertolini, Giorgio Stracquadanio, Roberto Tortoli e Franco Stradella dando vita alla componente unitaria Italia Libera-Liberali per l'Italia-Partito Liberale Italiano" di cui Antonione sarà capogruppo unico.
Alle elezioni politiche 2013 appoggia la lista Con Monti per l'Italia del premier uscente Mario Monti.

## Procedimenti giudiziari
Nel 2013 è indagata dalla Procura di Imperia per finanziamento illecito a singolo parlamentare, insieme all'imprenditore Francesco Bellavista Caltagirone, nell'ambito dell'inchiesta sul porto turistico di Imperia.